# 3591 Vladimirskij
A 3591 Vladimirskij (ideiglenes jelöléssel 1978 QJ2) a Naprendszer kisbolygóövében található aszteroida. Nyikolaj Sztyepanovics Csernih fedezte fel 1978. augusztus 31-én.